# Жук, Константин Иванович
Константин Иванович Жук (1909—1981) — украинский советский кинорежиссёр.

## Биография
Родился 7 (20 февраля) 1909 года в Одессе. В 1931 окончил рабфак в Харькове, служил в РККА. В 1931—1934 годах учился на режиссёрском факультете ВГИКа. Работал на Киностудии оборонных фильмов (Москва), к/ст «Мосфильм», «Украинфильм» (с 1936 года), Одесской к/ст (с 1954 года).

## Фильмография

### Режиссёр
- 1965 — Иностранка (совместно с А. Серым)
- 1967 — Поиск (совместно с Евгением Хринюком и Игорем Старковым)
- 1972 — Юлька